# Werbkowice (gmina)
Werbkowice – gmina wiejska w województwie lubelskim, w powiecie hrubieszowskim. W latach 1975–1998 gmina położona była w województwie zamojskim.
Siedziba urzędu gminy znajduje się Werbkowicach.
Według danych z 31 grudnia 2021 roku gminę zamieszkiwało 9011 osób.

## Struktura powierzchni
Według danych z roku 2002 gmina Werbkowice ma obszar 187,2 km², w tym:
- użytki rolne: 83%
- użytki leśne: 7%

Gmina stanowi 14,83% powierzchni powiatu.

## Demografia
Cała gmina Werbkowice w roku 1827 liczyła 6690 mieszkańców, w tym osób wyznania unickiego było 5758, rzymskich katolików 820 oraz 118 Żydów. Do gminy należały następujące wsie i folwarki: Alojzów (folwark), Biała (osada), Dąbrowa (osada), Elżbiecin (folwark), Gozdów, Gołota (osada), Karcz, Hostynne, Kotorów, Leopoldów (folwark), Łotów, Łysa Góra (folwark), Majdan, Krynki, Malice, Podhorce, Podhoryszów (osada), Strzyżewice, Terebiń, Terebiniec, Werbkowice.
Demografia współczesna – dane z 30 czerwca 2004:
| Opis                              | Ogółem | Ogółem | Kobiety | Kobiety | Mężczyźni | Mężczyźni |
| --------------------------------- | ------ | ------ | ------- | ------- | --------- | --------- |
| jednostka                         | osób   | %      | osób    | %       | osób      | %         |
| populacja                         | 10 731 | 100    | 5436    | 50,66   | 5295      | 49,34     |
| gęstość zaludnienia (mieszk./km²) | 54,2   | 54,2   |         |         |           |           |

- Populacja gminy Werbkowice w latach 1995–2020[1].

- Piramida wieku mieszkańców gminy Werbkowice w 2020 roku[1].

## Sołectwa
Adelina, Alojzów, Dobromierzyce, Gozdów, Honiatycze, Honiatycze-Kolonia, Honiatyczki, Hostynne, Hostynne-Kolonia, Konopne, Kotorów, Łotów, Łysa Góra, Malice, Peresołowice, Podhorce, Sahryń, Sahryń-Kolonia, Strzyżowiec, Terebiniec, Terebiń (Terebiń, Terebiń-Kolonia, Terebiń-Zady), Turkowice, Werbkowice, Wilków (Wilków, Wilków-Kolonia), Wronowice, Zagajnik.

## Sąsiednie gminy
Hrubieszów, Miączyn, Mircze, Trzeszczany, Tyszowce